# ممتدة البذور قلبية الأوراق
تينوسبورا كورديفوليا (الأسماء الشائعة: ممتدة البذور قلبية الأوراق، أمريتا، جودوتشي (بالسنسكريتية)، غوربيل أو جيلوي، وغيرها) هي نبتة متسلقة عشبية من عائلة البذر القمرية، موطنها الأصلي المناطق الاستوائية في شبه القارة الهندية. تُستخدم في الأيورفيدا لعلاج العديد من الاضطرابات.

## الوصف

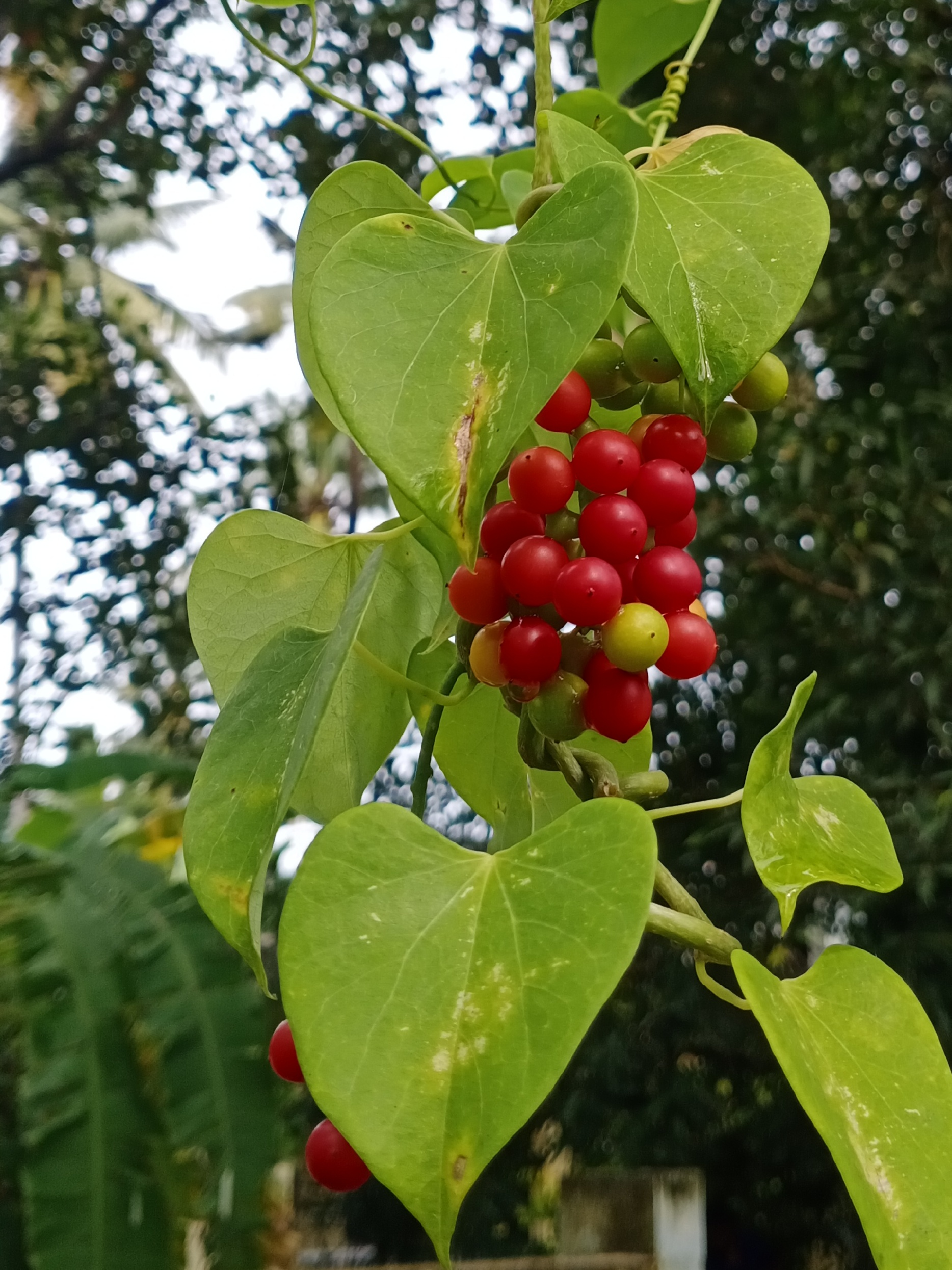
ثمار نبات تينوسبورا كورديفوليا

نبتة كبيرة نفضية تتميز بانتشارها الواسع وتسلقها باستخدام العديد من الفروع المتسلقة الملتفة. أوراقها بسيطة، متبادلة، ومزودة بعنق طويل يصل طوله إلى 15 سم (6 بوصات). الأوراق مستديرة عند القاعدة ومسطحة عند الطرفين، حيث تكون القاعدة أطول قليلاً وملتفة جزئيًا بنصف دورة. حصلت النبتة على اسم "ممتدة البذور قلبية الأوراق" نسبة إلى أوراقها التي تشبه القلب وثمرها الأحمر. صفائح أوراقها بيضاوية أو قلبية الشكل، يتراوح طولها بين 10 إلى 20 سم (4–8 بوصات) وعرضها بين 8 إلى 15 سم (3–6 بوصات). تتميز الأوراق بسبعة عروق واضحة وقاعدة عميقة على شكل قلب، وتكون غشائية الملمس. سطحها العلوي مغطى بشعيرات دقيقة، بينما يظهر سطحها السفلي بلون أبيض وبر طفيف مع شبكة عروق بارزة.
تكون الأزهار أحادية الجنس وصغيرة الحجم، وتنمو على نباتات منفصلة. تظهر الأزهار عندما تكون النبتة خالية من الأوراق، وتكون بلون أخضر مائل إلى الأصفر وتظهر على عناقيد إبطية وطرفية. الأزهار الذكرية تتجمع في مجموعات، بينما تكون الأزهار الأنثوية منفردة في العادة. تحتوي كل زهرة على ستة كؤوس مرتبة في صفين، حيث تكون الكؤوس الخارجية أصغر من الداخلية. وكل صف يتكون من ثلاث بتلات. تتجمع الثمار في عناقيد مكونة من واحد إلى ثلاث ثمار. وتكون ذات شكل بيضاوي أملس. تنمو على سيقان سميكة، وتظهر عليها ندوب نمطية شبه طرفية. يتراوح لون الثمار بين الأحمر القرمزي والبرتقالي.

## بيئة النبات
تستوطن الفطريات الداخلية الأنسجة الداخلية الحية لمضيفها دون التسبب في أي أضرار. وأظهرت دراسة حديثة وجود 29 نوعًا من الفطريات الداخلية التي تنتمي إلى تصنيفات مختلفة في العينات المأخوذة من نبات تينوسبورا كورديفوليا.
ووُجِدَ أن مستخلصات نيغروسبورا سفيريكا المستخرجة من نبات تينوسبورا كورديفوليا لها خصائص مبيدة للحشرات، حيث أثبتت فعاليتها ضد دودة ورق الشجر الشرقية، وهي آفة متعددة التغذية.

## كيمياء النبات
يحتوي نبات تينوسبورا كورديفوليا على مجموعة متنوعة من المركبات النباتية، بما في ذلك القلويدات، والفايتوستيرولات، والغليكوسيدات، والتينوسبوريد، وعدد من المركبات الأخرى.

## الطب التقليدي
على الرغم من استخدام نبات تينوسبورا كورديفوليا في الأيورفيدا لعدة قرون بناءًا على الاعتقاد بأنه يمتلك خصائص طبية، إلا أنه لا توجد أدلة من مراجعات الأبحاث السريرية تشير إلى أن له أي تأثير فعلي.
وأثناء تفشي فيروس كورونا في الهند في الفترة 2020-2022، أوصت وزارة الأيورفيدا (AYUSH) باستخدام النبات كعلاج منزلي لدعم المناعة. مما أَدى الى ظهور إصابات بحالات التهاب الكبد بين ستة أشخاص في مومباي، حيث استخدموا مستحضرات مغلية أو على شكل كبسولات من النبات.